# Rhyncomya varifrons
Rhyncomya varifrons är en tvåvingeart som först beskrevs av Becker 1910.  Rhyncomya varifrons ingår i släktet Rhyncomya och familjen Rhiniidae.
Artens utbredningsområde är Socotra. Inga underarter finns listade i Catalogue of Life.